# Campeonato Bósnio de Patinação Artística no Gelo
O Campeonato Bósnio de Patinação Artística no Gelo é uma competição nacional anual de patinação artística no gelo da Bósnia e Herzegovina.
A competição determina os campeões nacionais e os representantes da Bósnia e Herzegovina em competições internacionais como Campeonato Mundial, Campeonato Mundial Júnior, Campeonato Europeu e os Jogos Olímpicos de Inverno.

## Edições
| Ano (Edição) | Cidade sede          | Sênior               | Sênior               | Ref                  |
| Ano (Edição) | Cidade sede          | M                    | F                    | Ref                  |
| ------------ | -------------------- | -------------------- | -------------------- | -------------------- |
| 2001         |                      | –                    | •                    | [ 1 ]                |
| 2002– 2004   | Não houve competição | Não houve competição | Não houve competição | Não houve competição |
| 2005         |                      | –                    | •                    | [ 2 ]                |
| 2006– 2007   | Não houve competição | Não houve competição | Não houve competição | Não houve competição |
| 2008         |                      | •                    | •                    | [ 3 ]                |
| 2009         |                      | •                    | •                    | [ 4 ]                |
| 2010         |                      | •                    | •                    | [ 5 ]                |
| 2011         |                      | •                    | –                    | [ 6 ]                |
| 2012         |                      | •                    | –                    | [ 7 ]                |
| 2013         |                      | •                    | –                    | [ 8 ]                |
| 2014         | Não houve competição | Não houve competição | Não houve competição | [ 9 ]                |
| 2015         |                      | •                    | –                    | [ 10 ]               |
| 2016         |                      | •                    | •                    | [ 11 ]               |
| 2017         |                      | –                    | •                    | [ 12 ]               |

## Lista de medalhistas

### Individual masculino
| Evento | Ouro                                      | Prata                                     | Bronze                                    |
| 2008   | Damjan Ostojic                            | Amel Burekovic                            | Ajdin Arnautovic                          |
| 2009   | Damjan Ostojic                            | Amel Burekovic                            | nenhum outro competidor                   |
| 2010   | Damjan Ostojic                            | Amel Burekovic                            | nenhum outro competidor                   |
| 2011   | Damjan Ostojic                            | nenhum outro competidor                   | nenhum outro competidor                   |
| 2012   | Damjan Ostojic                            | nenhum outro competidor                   | nenhum outro competidor                   |
| 2013   | Damjan Ostojic                            | Amel Burekovic                            | nenhum outro competidor                   |
| 2014   | Não houve competição                      | Não houve competição                      | Não houve competição                      |
| 2015   | Amel Burekovic                            | nenhum outro competidor                   | nenhum outro competidor                   |
| 2016   | Amel Burekovic                            | nenhum outro competidor                   | nenhum outro competidor                   |
| 2017   | Não houve disputa do individual masculino | Não houve disputa do individual masculino | Não houve disputa do individual masculino |

### Individual feminino
| Evento    | Ouro                                     | Prata                                    | Bronze                                   |
| 2001      | Naida Aksamija                           | Darija Kordic                            | Selma Majdarevic                         |
| 2002–2004 | Não houve competição                     | Não houve competição                     | Não houve competição                     |
| 2005      | Nina Bates                               | Naida Aksamija                           | Lejls Sehic                              |
| 2006–2007 | Não houve competição                     | Não houve competição                     | Não houve competição                     |
| 2008      | Naida Aksamija                           | Lejla Sehic                              | Neira Kiso                               |
| 2009      | Naida Aksamija                           | Alma Sehic                               | Neira Kiso                               |
| 2010      | Darja Kordic                             | Arijana Tirak                            | Naida Kiso                               |
| 2011–2015 | Não houve disputa do individual feminino | Não houve disputa do individual feminino | Não houve disputa do individual feminino |
| 2016      | Arijana Tirak                            | nenhuma outra competidora                | nenhuma outra competidora                |
| 2017      | Arijana Tirak                            | nenhuma outra competidora                | nenhuma outra competidora                |